# 蒂里苏克莱蒙
蒂里苏克莱蒙（法語：Thury-sous-Clermont，法語發音：[tyʁi su klɛʁmɔ̃]，意为“克莱蒙下方的蒂里”）是法国瓦兹省的一个市镇，属于克莱蒙区。

## 地理
蒂里苏克莱蒙（49°21'25"N, 2°19'35"E）面积5.42 平方千米，位于法国上法蘭西大區瓦兹省，该省份为法国北部内陆省份，北起索姆省，西接厄尔省和滨海塞纳省，南至塞纳-马恩省和瓦兹河谷省，东临埃纳省。
与蒂里苏克莱蒙接壤的市镇（或旧市镇、城区）包括：昂日、昂萨克、翁丹维尔、埃地区拉纳维尔。

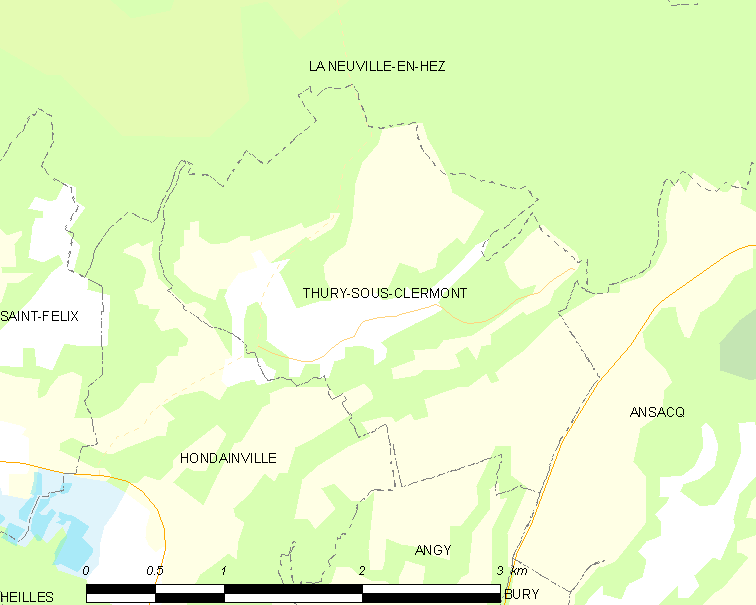
蒂里苏克莱蒙的OSM定位图

蒂里苏克莱蒙的时区为UTC+01:00、UTC+02:00（夏令时）。

## 行政
蒂里苏克莱蒙的邮政编码为60250，INSEE市镇编码为60638。

## 政治
蒂里苏克莱蒙所属的省级选区为穆伊县。

## 人口

1962-2008年间蒂里苏克莱蒙人口变化图示

蒂里苏克莱蒙于2022年1月1日时的人口数量为670人。